# Морс, Марстон
Марстон Морс (англ. Marston Morse; 24 марта 1892, Уотервилл, штат Мэн — 22 июня 1977, Принстон, штат Нью-Джерси) — американский математик.
Член Национальной академии наук США (1932).
Автор около двухсот научных работ и восьми книг. Основные работы в области вещественного и комплексного анализа, теории дифференциальных уравнений, геометрии, топологии, вариационного исчисления.
Широко известен прежде всего благодаря своим выдающимся результатам в анализе, вариационном исчислении и дифференциальной топологии, описывающим связь алгебро-топологических свойств топологического пространства с критическими точками функционалов, заданных на нём, называемым сейчас теорией Морса. Широко известна также лемма Морса, содержащаяся в опубликованной им работе «Соотношения между критическими точками вещественной функции n независимых переменных» (1925).
Награждён премией Бохера за свою работу «Основы вариационного исчисления в целом в пространстве m измерений» (1933). Президент Американского математического общества (1941—1942).

## Главные монографии
- Calculus of variations in the large (1934)
- Functional topology and abstract variational theory (1938)
- Topological methods in the theory of functions of a complex variable (1947)
- Lectures on analysis in the large (1947).